# Ou-ťiang
Ou-ťiang (čínsky pchin-jinem Ōujiāng, znaky 瓯江) je řeka na východě ČLR (Če-ťiang). Je 338 km dlouhá. Povodí má rozlohu 17 900 km².

## Průběh toku
Pramení na severovýchodních výběžcích horského hřbetu Uj-šan a protéká hornatou a kopcovitou krajinou. Ústí do Východočínského moře, přičemž vytváří estuár.

## Vodní režim
Průměrný průtok vody na dolním toku činí 510 m³/s. V létě dochází k povodním.

## Využití
Využívá se na zavlažování. Leží na ní města Li-šuej, Čching-tchien a nedaleko ústí námořní přístav Wen-čou.